# Secret Symphony
Secret Symphony ist das fünfte Studioalbum der georgisch-britischen Sängerin Katie Melua.

## Geschichte
Das Album wurde in den Air Studios in London in Zusammenarbeit mit einem Orchester und Dirigent Mike Batt aufgenommen.
Die Singles Better Than a Dream und The Walls of the World waren beide ursprünglich von Batt für die Fernsehserie Der Traumstein und für sein – 1977 erschienenes – Soloalbum Schizophonia aufgenommen.

## Titelliste
| Nr. | Titel                                     | Autoren         | Länge |
| --- | ----------------------------------------- | --------------- | ----- |
| 01  | Gold in them Hills                        | Ron Sexsmith    | 3:31  |
| 02  | Better Than a Dream                       | Mike Batt       | 3:10  |
| 03  | The Bit That I Don't Get                  | Batt            | 3:12  |
| 04  | Moonshine                                 | Fran Healy      | 2:41  |
| 05  | Forgetting All My Troubles                | Katie Melua     | 3:22  |
| 06  | All Over the World                        | Françoise Hardy | 2:55  |
| 07  | Nobody Knows You When You’re Down and Out | Jimmie Cox      | 4:33  |
| 08  | The Cry of the Lone Wolf                  | Batt, Melua     | 3:59  |
| 09  | Heartstrings                              | Batt, Melua     | 2:53  |
| 10  | The Walls of the World                    | Batt            | 3:25  |
| 11  | Secret Symphony                           | Batt            | 3:51  |

## Kritik
„[...] „Secret Symphony“ ist das perfekte Album für die Fans, die die alten Lieder schon zu oft gehört haben und Nachschub von der genau gleichen Sorte begehren. Katie Melua säuselt bedächtig wie eh und je und lässt ihren bluesig-scheppernden Sound gelegentlich von etwas überlagern, das nach orchestraler Filmmusik klingt. Mit „Moonshine“ ist ein für ihre Verhältnisse recht schmissiger Song vertreten, ansonsten wird ausgiebig geschmachtet. Gelegentlich übertreibt Melua das auch ein bisschen wie bei „The Cry of the Lone Wolf“ – vor allem, wenn dann auch noch eine Violine einsetzt. Da kann sich das Gehirn beim Zuhören schon mal spontan verflüssigen. [...]
Focus Online vergab 7 von 10 Punkten.“

## Kommerzieller Erfolg

### Chartplatzierungen
Das Album stieg Anfang März 2012 auf Platz zwei in die Schweizer Hitparade, ebenfalls auf Platz zwei in die deutschen, auf Platz drei in die österreichischen sowie auf Platz acht in die britischen Albumcharts ein. 2012 platzierte sich das Album auf Rang 35 der deutschen Album-Jahrescharts sowie auf Rang neun der deutschen Independent-Jahrescharts.
| ChartsChartplatzierungen     | Höchstplatzierung | Wochen |
| ---------------------------- | ----------------- | ------ |
| Deutschland (GfK)            | 2 (24 Wo.)        | 24     |
| Österreich (Ö3)              | 3 (14 Wo.)        | 14     |
| Schweiz (IFPI)               | 2 (30 Wo.)        | 30     |
| Vereinigtes Königreich (OCC) | 8 (10 Wo.)        | 10     |

| ChartsJahrescharts (2012) | Platzierung |
| ------------------------- | ----------- |
| Deutschland (GfK)         | 35          |
| Österreich (Ö3)           | 70          |
| Schweiz (IFPI)            | 24          |

### Auszeichnungen für Musikverkäufe
| Land/Region                  | Auszeichnungen für Musikverkäufe (Land/Region, Auszeichnung, Verkäufe) | Verkäufe |
| ---------------------------- | ---------------------------------------------------------------------- | -------- |
| Dänemark (IFPI)              | Gold                                                                   | 10.000   |
| Deutschland (BVMI)           | Gold                                                                   | 100.000  |
| Polen (ZPAV)                 | Platin                                                                 | 20.000   |
| Vereinigtes Königreich (BPI) | Gold                                                                   | 100.000  |
| Insgesamt                    | 3× Gold · 1× Platin ·                                                  | 230.000  |